# Suwalska Specjalna Strefa Ekonomiczna
Suwalska Specjalna Strefa Ekonomiczna – jedna z 14 specjalnych stref ekonomicznych w Polsce. 
Suwalska Specjalna Strefa Ekonomiczna, to 18 wydzielonych obszarów na terenie województwa podlaskiego, warmińsko-mazurskiego oraz mazowieckiego o łącznej powierzchni 635.0653 ha, na których przedsiębiorcy prowadzą działalność gospodarczą na preferencyjnych warunkach. 
Suwalska Specjalna Strefa Ekonomiczna oddaje do dyspozycji inwestorów tereny przemysłowe wyposażone w pełną infrastrukturę techniczną, przygotowane do rozpoczęcia działalności gospodarczej, która wiąże się z możliwością korzystania z ulg i preferencji podatkowych. Podstawową zachętą inwestycyjną jest ulga w podatku dochodowym w wysokości do 70% wartości inwestycji. Przewagę konkurencyjną Suwalskiej Specjalnej Strefie Ekonomicznej zapewniają również niskie koszty pracy w regionie oraz dostępność wykwalifikowanych pracowników. 
Suwalska Specjalna Strefa Ekonomiczna jest jedną z najdłużej istniejących i najlepiej rozwiniętych stref ekonomicznych w kraju. W nowoczesnych centrach przemysłowych z powodzeniem funkcjonuje ponad 90 firm. Otwieranie kolejnych zakładów jest procesem ciągłym i dynamicznym – przedsiębiorców polskich i zagranicznych przyciągają atrakcyjne zachęty inwestycyjne. W Strefie obecny jest m.in. kapitał niemiecki, duński, austriacki, litewski, szwajcarski, holenderski i szwedzki. Przedsiębiorcy utworzyli ponad 9 500 miejsc pracy, poziom inwestycji to ponad 3 mld złotych. Wiele firm jest zdobywcami prestiżowych nagród przyznawanych w Polsce i za granicą. Zaangażowanie inwestorów, którzy uznali Suwalską Specjalną Strefę Ekonomiczną za najlepsze miejsce do prowadzenia działalności produkcyjnej powoduje, że Strefa jest najważniejszym elementem gospodarki lokalnej. 
O atrakcyjności inwestycyjnej Suwalskiej Specjalnej Strefy Ekonomicznej stanowią również: lokalizacja w bezpośrednim sąsiedztwie wschodniej granicy Unii Europejskiej, bliskość granic Rosji, Litwy i Białorusi, dogodne połączenia drogowe z wszystkimi regionami Polski oraz z państwami sąsiednimi. Strategiczne położenie spowodowało, iż w pobliżu Suwalskiej Specjalnej Strefy Ekonomicznej przebiegać będzie droga ekspresowa Via Baltica oraz linia kolejowa Rail Baltica – najważniejsze szlaki komunikacyjne łączące kraje skandynawskie i Europę Wschodnią z południową i zachodnią częścią kontynentu.
Do zarządzania SSSE została powołana spółka pod nazwą: Suwalska Specjalna Strefa Ekonomiczna S.A..
Akcjonariuszami Suwalskiej Specjalnej Strefy Ekonomicznej S.A. są: Skarb Państwa (40,46%), samorządy miast Ełku (32,55%), Gołdap (14,62%) i Suwałk (12,37%).
Skład osobowy Zarządu SSSE S.A.
- Prezes Zarządu - Leszek Dec
- Wiceprezes Zarządu - Wojciech Kierwajtys
- Wiceprezes Zarządu - Jan Stanisław Kap